# Deltarhynchus flammulatus
Deltarhynchus flammulatus é uma espécie de ave da família Tyrannidae. É a única espécie do género Deltarhynchus.
É endémica do México.
Os seus habitats naturais são: florestas secas tropicais ou subtropicais .